# Astragalus kirilovii
Astragalus kirilovii là một loài thực vật có hoa trong họ Đậu. Loài này được (Kar. & Kir.) Podl. miêu tả khoa học đầu tiên năm 1999.